# Louis Lambert

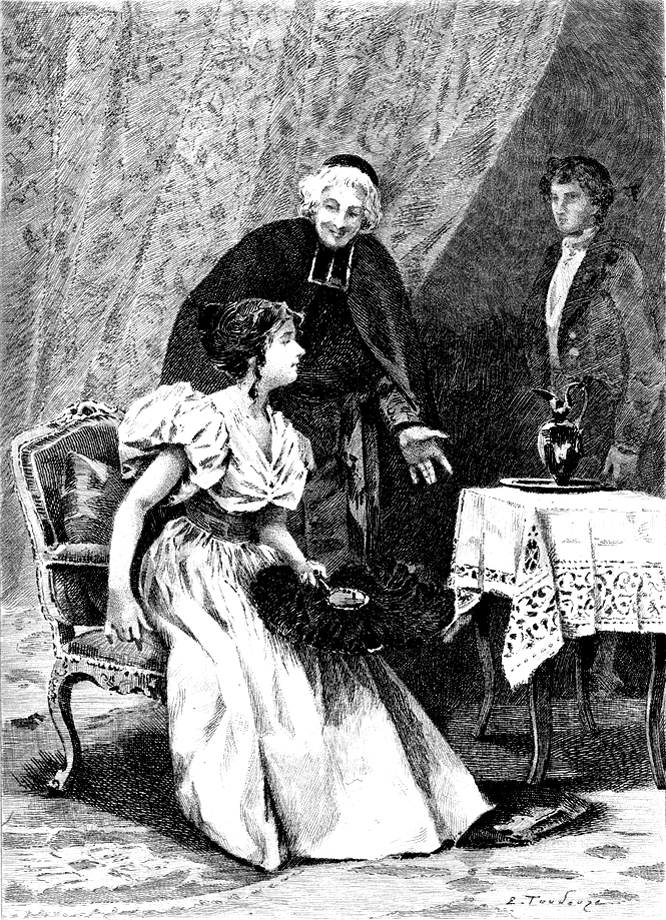
Illustration från 1897 av Édouard Toudouze

Louis Lambert är en roman från 1832 av den franske författaren Honoré de Balzac. Handlingen är förlagd till Vendôme och följer en genialisk skolpojke som är fascinerad av den svenske metafysikern Emanuel Swedenborg. Romanen har flera självbiografiska inslag; Balzac gick själv i skola i Vendôme. Liksom flera av Balzacs böcker från 1830-talet ger den uttryck för romantikens intresse för mystik, lidelse och galenskap. Den gavs ut på svenska 1950 i översättning av Gunnel Vallquist.